# Renault Type NO e Type NE
Le Type NO e NE sono due vetture di classe alta prodotte tra il 1925 ed il 1926 dalla casa automobilistica Renault.

## Notizie
Poco si conosce su queste due vetture di non molto successo, tranne che si tratta di vetture di fascia alta, disponibili sia come limousine che come torpedo. Avevano ingombri proprio da vetture alto di gamma, anche se non da super-ammiraglie. I loro ingombri consistevano in 4,38 metri di lunghezza per 1,65 di larghezza ed erano realizzate su un telaio di 3,8 metri di interasse.